# ラブ・ラバー
『ラブ・ラバー』は宝塚歌劇団によって制作された舞台作品。

## 宝塚大劇場公演
参考資料は60年史別冊（ストーリーを除く）
ミュージカル・コメディ『ラブ・ラバー』 -さよなら恋のベニス- 20場
- 1973年11月1日 - 12月2日
- 雪組公演
- 併演は『たけくらべ』

### ストーリー
※宝塚歌劇100年史の舞台編を参考にした。
水の都・ヴェネツィアを舞台に様々な男女の悲しさ、愚かさが、美しいメロディーに乗って展開される、ショー形式のコメディ。スータニヤとジュンチャーノは幼馴染み。それぞれ愛する女性もいるが、恋愛は前途多難。他にもカップルの恋愛模様が入り乱れる。

### スタッフ
- 作・演出：鴨川清作
- 音楽：寺田瀧雄・中井光晴・吉崎憲治
- 音楽・合唱指導：橋本和明
- 振付：喜多弘・司このみ・朱里みさを
- 装置：静間潮太郎・大橋泰弘
- 衣装：静間潮太郎
- ヘアーデザイン：畠山順吉
- 照明：今井直次
- 小道具：万波一重
- 効果：扇野信夫
- 音響監督：松永浩志
- 演出補：草野旦
- 演出助手：三木章雄
- 制作：野田浜之助

### 主な配役
- スータニヤ：真帆志ぶき
- カシーマ：水代玉藻
- 大道カメラマン：大路三千緒
- 鳩の豆売り：岸香織
- ジュンチャーノ：汀夏子
- ピーコリヤ：高宮沙千
- ヤッチーナ：摩耶明美
- シスター・シーズ：志都美咲
- クニコーレ：浦路夏子
- ユミーコ：玉梓真紀
- ミッキーノ：順みつき
- スミレーラ：尚すみれ
- パリの刑事：麻実れい

## 新宿コマ劇場公演
参考資料は90年史
- 1974年1月2日 - 1月28日
- 雪組公演
- 主なスタッフは鴨川清作
- 併演は『竹』